# Jume
Jume (* 24. dubna 2012) je fena ruského prezidenta Vladimira Putina plemene Akita Inu. Dostal ji v roce 2012 od guvernéra prefektury Akita Norichisy Satakeho jako výraz díků za pomoc při likvidaci následků ničivého zemětřesení a tsunami v Tóhoku. Putin řekl, že je to milý dárek a revanšoval se sibiřskou kočku pojmenovanou Mir, jejíž jméno vybral osobně.
Psi Akita Inu jsou mezi Japonci vysoce ceněni. Podle tvrzení Wall Street Journal, jedinou cizinkou, která dostala darem plemeno Akita Inu, byla americká aktivistka Helen Kellerová, která jej dostala v roce 1937. Před Putinovou návštěvou v Japonsku v prosinci 2016 chtěli Japonci prezidentovi darovat psa, avšak dárek byl odmítnut. 